# Пармелен, Ги
Ги Пармеле́н (фр. Guy Parmelin; род. 9 ноября 1959, Бюрсан, Во, Швейцария) — швейцарский политический и государственный деятель, с 1 января 2016 года член Федерального совета Швейцарии, представляющий Швейцарскую народную партию. Вице-президент Швейцарии с 1 января по 31 декабря 2020 года, с 1 января 2025 года снова занимает эту должность. Президент Швейцарии с 1 января по 31 декабря 2021. министр обороны и спорта Швейцарии с 1 января 2016 по 31 декабря 2018, министр экономики, образования и науки Швейцарии с 1 января 2019.

## Карьера
Ги Пармелен родился 9 ноября 1959 года во франкоговорящем кантоне Во. По профессии винодел, окончил сельскохозяйственный техникум в швейцарском городе Марселен (кантон Во). Работал фермером, вступил в народную партию. Во время службы в армии получил звание капрала.
С 2000 года по 2004 год он возглавлял первичную организацию ШНП в кантоне Во. В 2003 году был избран в Национальный совет страны. В 2015 году представительница ШНП, член Федерального совета Швейцарии Эвелине Видмер-Шлумпф была исключена из рядов ШНП. В декабре партия предложила на её место три кандидатуры и Пармелен был избран на этот пост.
В первый день 2016 года он стал членом Федерального совета страны, где стал отвечать за оборону и спорт. В начале 2019 года ему под управление было передано другое министерство экономики, образование и науки. В середине декабря 2019 года Пармелен был избран вице-президентом страны на следующий 2020 год. Занял пост вице-президента страны в первый день 2020 года. В конце первой декады декабря 2020 года он на следующий год был избран на пост президента страны.
Вступил в должность президента страны в первый день 2021 года. Во время его президентства происходил в июне в Женеве на вилле Ла-Гранж русско-американский саммит, Пармелен, как хозяин, имел встречу с президентами обеих держав.
Ги Пармелен 11 декабря 2024 года был избран вторично вице-президентом страны на следующий год.

## Личная жизнь
Пармелен женат и проживает с супругой в Бюрсане и в Берне. Детей у пары нет.